# 尖吻鲈
尖吻鱸為輻鰭魚綱鱸形目尖嘴鱸科尖吻鱸屬的魚類，又稱為金目鱸、扁紅目鱸、盲槽。

## 特徵
尖吻鱸體長而側扁，腹緣平直，頭尖，頭背側、眼睛上方有一明顯凹槽。吻尖而口大，下頷突出。上下頷、鋤骨及腭骨具有絨毛齒帶，體被小櫛鱗，體背及各鰭為褐色，腹部灰白色，背鰭硬棘7至9枚；背鰭軟條10至11枚；臀鰭硬棘3枚；臀鰭軟條7至8枚，體長可達2公尺。

## 分布
尖吻鱸在華語地區又被稱之為“西鰽”，分布于印度西太平洋區，包括波斯灣、印度、斯里蘭卡、缅甸、印度尼西亚、日本、菲律賓、澳洲北部以及、臺灣、中國南海等海域。該物种的模式產地在日本。

## 生態
本魚生活於水深10至40公尺。棲息在礁沙混合區，也會溯溪而上，屬肉食性魚類。金目鱸為廣鹽性魚類，幼魚期生活於淡水河流，成熟後遷徙至海洋交配即產卵。

## 經濟價值
金目鱸為高經濟價值的食用魚及養殖魚類，在 1997 年成功進行人工繁殖。2019年，全球金目鱸的產量已超過 70,000 公噸。